# Łuszczeńcowate

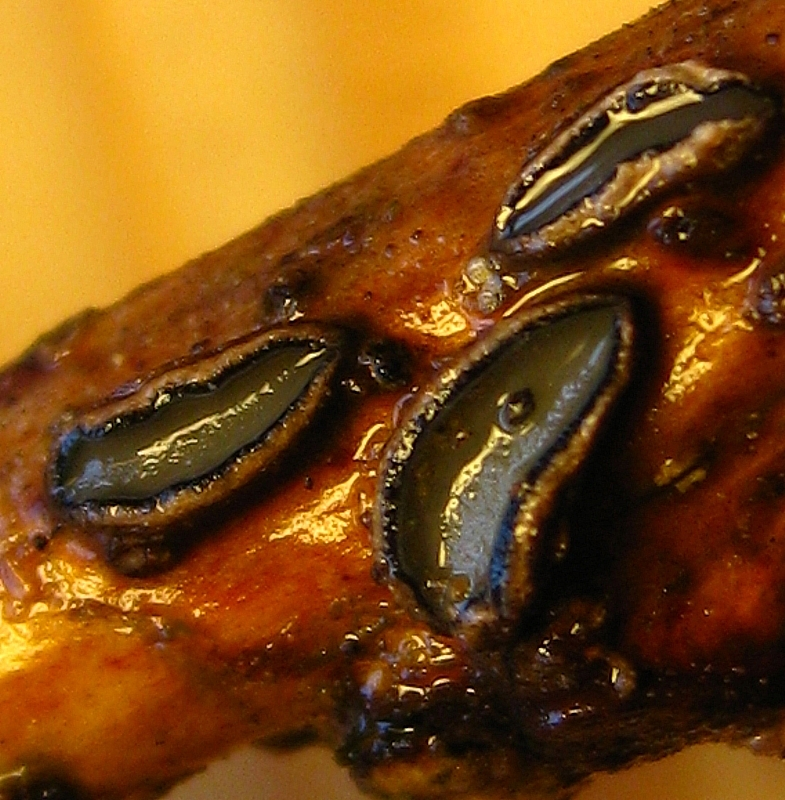
Colpoma quercinum

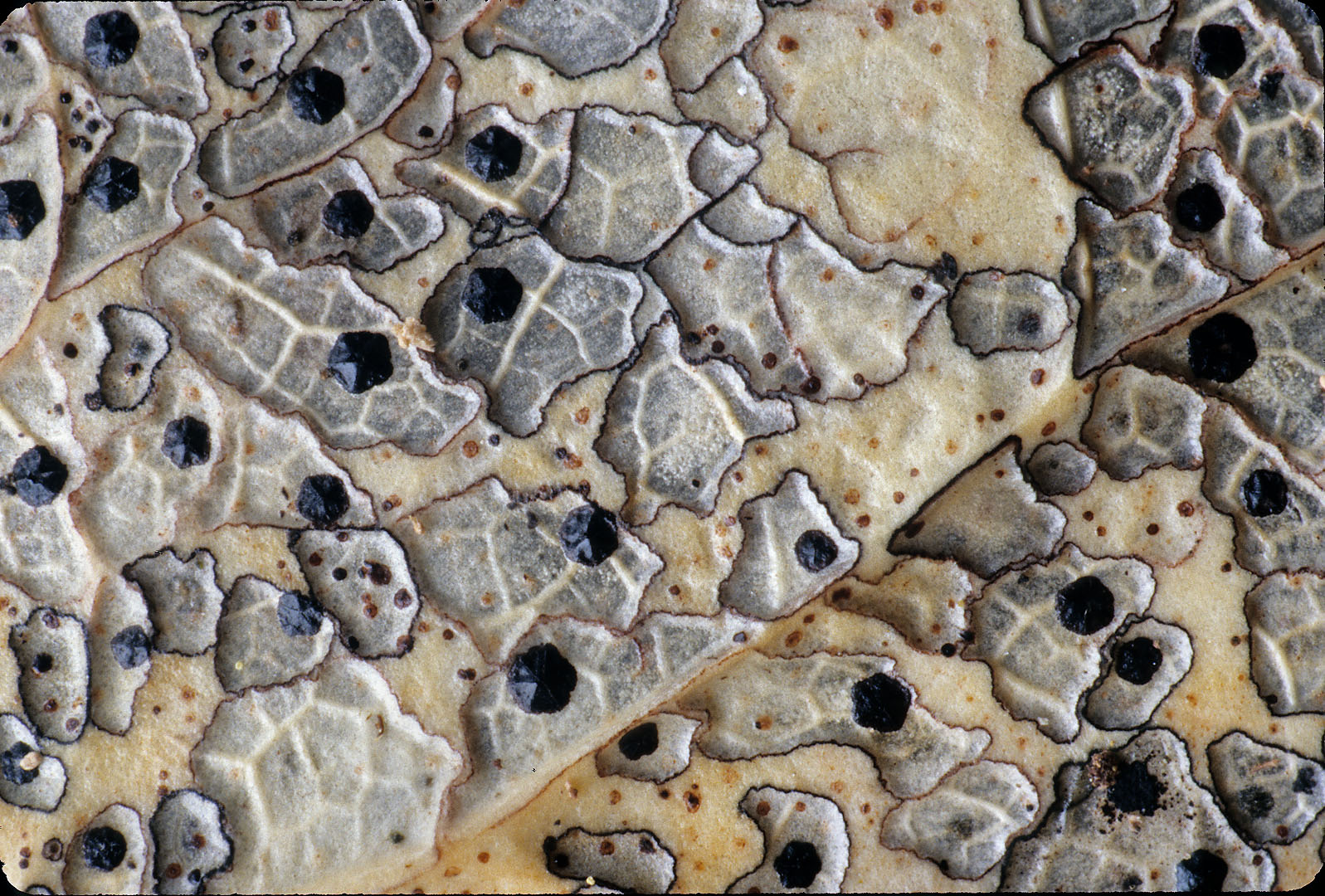
Coccomyces dentatus

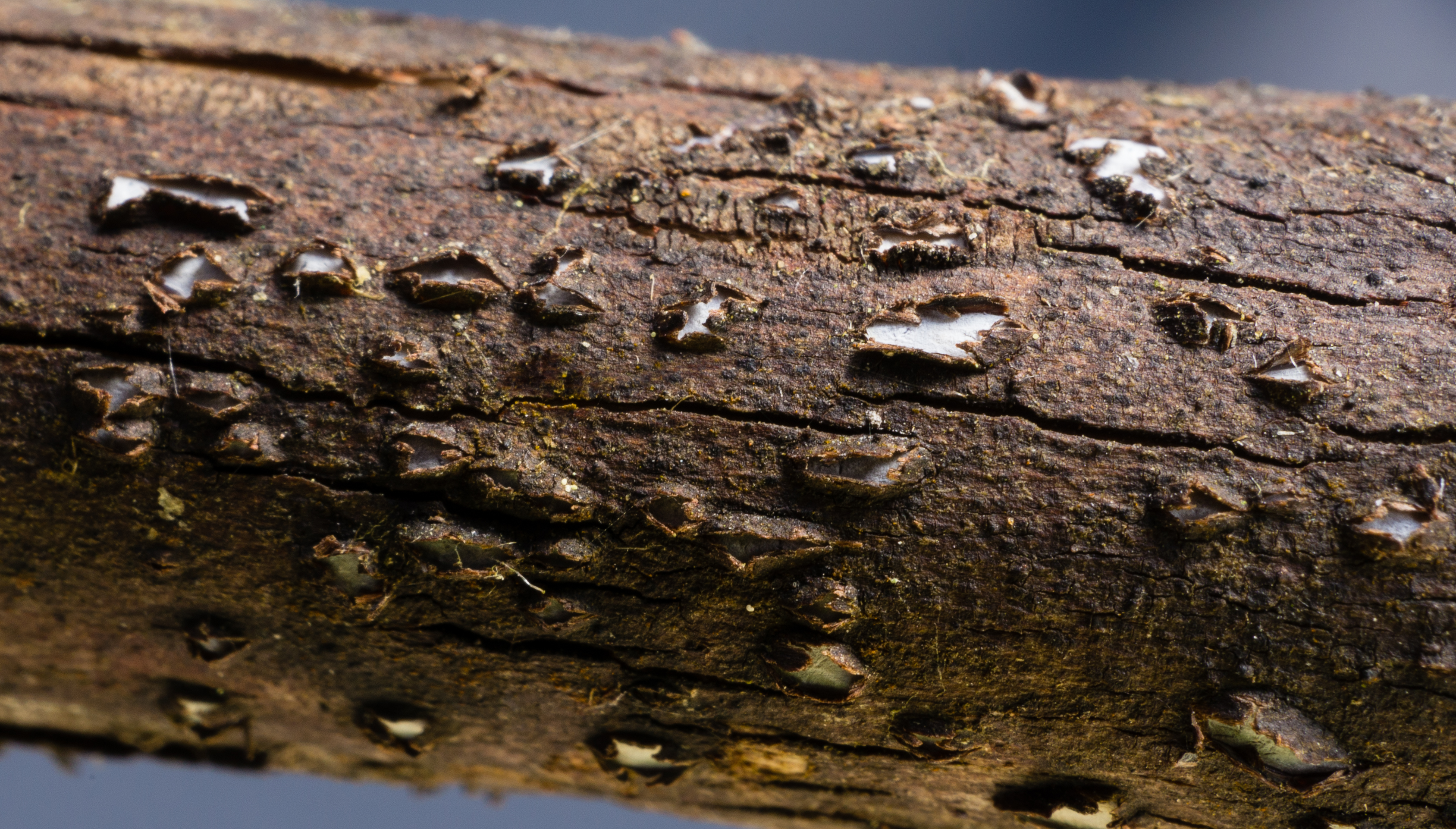
Propolis versicolor

Łuszczeńcowate (Rhytismataceae Chevall.) – rodzina grzybów z rzędu łuszczeńcowców (Rhytismatales).

## Systematyka
Pozycja w klasyfikacji według Index Fungorum
Rhytismataceae, Rhytismatales, Leotiomycetidae, Leotiomycetes, Pezizomycotina, Ascomycota, Fungi.
Rodzaje
Według aktualizowanej klasyfikacji Index Fungorum bazującej na Dictionary of the Fungi do rodziny tej należą rodzaje:
- Bifusella Höhn. 1917
- Bifusepta Darker 1963
- Bivallum P.R. Johnst. 1991
- Canavirgella W. Merr., N.G. Wenner & Dreisbach 1996
- Cavaraella Speg. 1921
- Ceratophacidium J. Reid & Piroz. 1966
- Cerion Massee 1901
- Coccomyces De Not. 1847
- Colpoma Wallr. 1833 – poprzecznik
- Criella (Sacc.) Henn. 1900
- Cryptomyces Grev. 1825
- Cyclaneusma DiCosmo, Peredo & Minter 1983
- Davisomycella Darker 1967
- Discocainia J. Reid & A. Funk 1966
- Duplicaria Fuckel 1870
- Duplicariella B. Erikss. 1970
- Elytroderma Darker 1932
- Gelineostroma H.J. Swart 1988
- Heufleria Auersw. 1869
- Hypoderma DC. 1805
- Hypodermella Tubeuf 1895
- Hypodermellina Höhn. 1917
- Hypohelion P.R. Johnst. 1990
- Isthmiella Darker 1967
- Lasiostictella Sherwood 1986
- Lirula Darker 1967
- Lophodermella Höhn. 1917
- Lophodermium Chevall. 1826
- Lophomerum Ouell. & Magasi 1966
- Macroderma Höhn. 1917
- Melasmia Lév. 1846
- Meloderma Darker 1967
- Moutoniella Penz. & Sacc. 1902
- Mycomelanea Velen. 1947
- Myriophacidium Sherwood 1974
- Nematococcomyces C.L. Hou, M. Piepenbr. & Oberw. 2004
- Neococcomyces Y.R. Lin, C.T. Xiang & Z.Z. Li 1999
- Neophacidium Petr. 1950
- Nothorhytisma Minter, P.F. Cannon, A.I. Romero & Peredo 1998
- Parvacoccum R.S. Hunt & A. Funk 1988
- Phaeophacidium Henn. & Lindau 1897
- Ploioderma Darker 1967
- Propolidium Sacc. 1884
- Pseudorhytisma Juel 1894
- Pureke P.R. Johnst. 1991
- Rhytisma Fr. 1819 – łuszczeniec
- Schizographa Nyl. 1857
- Soleella Darker 1967
- Sporomega Corda 1842
- Terriera B. Erikss. 1970
- Therrya Sacc. 1882
- Tryblidiopsis P. Karst. 1871
- Virgella Darker 1967
- Vladracula P.F. Cannon, Minter & Kamal 1986
- Xyloschizon Syd. 1922
- Zeus Minter & Diam. 1987[2].